# Oblast' autonoma di Calmucchia
L'oblast' autonoma di Calmucchia (AO) (in russo Калмыцкая автономная область?; in calmucco: Хальмг Автономн Таңhч, Xaľmg Awtonomn Tañhç  era una regione autonoma dei calmucchi all'interno della RSFS Russa che esistette in due periodi separati.
Fu fondata per la prima volta nel novembre 1920. Il suo centro amministrativo era Astrachan'. Nel giugno 1928 fu inclusa nel Kraj del Volga Basso. Nel gennaio 1934, il kraj del Basso Volga fu diviso in Krai di Saratov e Kraj di Stalingrad, e l'oblast' dei calmucchi fu inclusa come parte di quest'ultimo. Nell'ottobre 1935, l'oblast' autonoma calmucca fu elevata di status e divenne RSSA di Calmucchia. Fu abolita nel 1943.

L'oblast' autonoma di Calmucchia venne ristabilita nuovamente nel gennaio 1957, questa volta come parte di Territorio di Stavropol'. Nel 1958 fu nuovamente elevata di status, diventando la RSSA di Calmucchia e separata dal Territorio di Stavropol.